# Illiberis distinctus
Illiberis distinctus es una especie de mariposa de la familia Zygaenidae.
Fue descrita científicamente por Kardakoff en 1928.